# Celuk
Celuk is een bestuurslaag in het regentschap Gianyar van de provincie Bali, Indonesië. Celuk telt 4645 inwoners (volkstelling 2010).